# Diplodiscus paniculatus
Diplodiscus paniculatus är en malvaväxtart som beskrevs av Porphir Kiril Nicolai Stepanowitsch Turczaninow. Diplodiscus paniculatus ingår i släktet Diplodiscus och familjen malvaväxter. Inga underarter finns listade i Catalogue of Life.